# Pagani
Pagani Automobili S.p.A. más comúnmente conocido como Pagani, es un fabricante de automóviles superdeportivos y componentes de fibra de carbono, cuya sede se ubica en San Cesario sul Panaro, provincia de Módena en la región de Emilia-Romaña, Italia. Fue fundada en 1992 por el empresario argentino-italiano Horacio Pagani.

## Historia

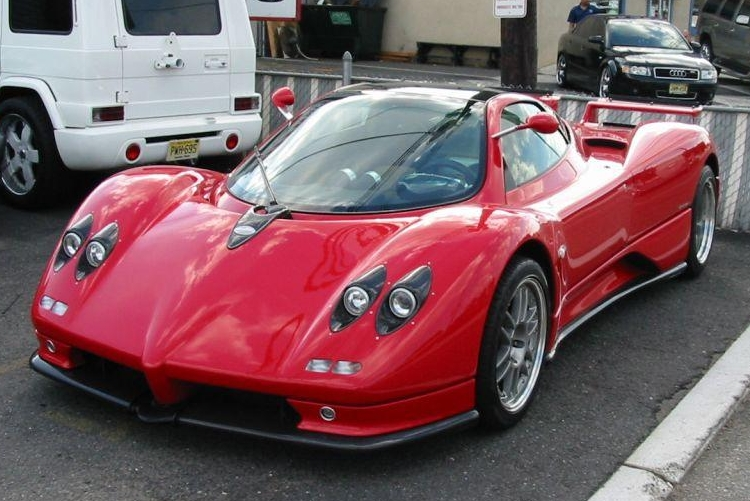
Zonda en Nueva Jersey

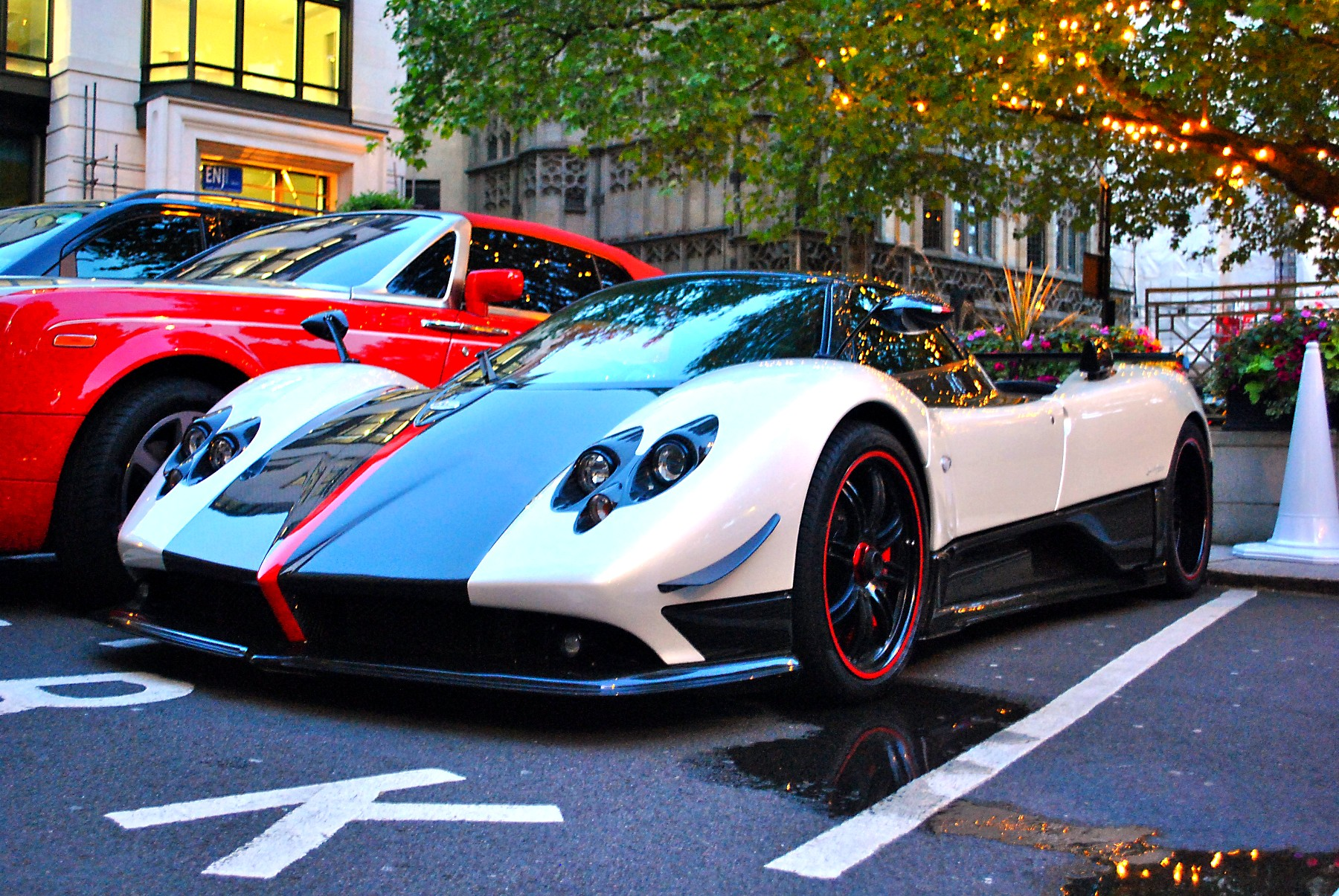
Zonda Cinque

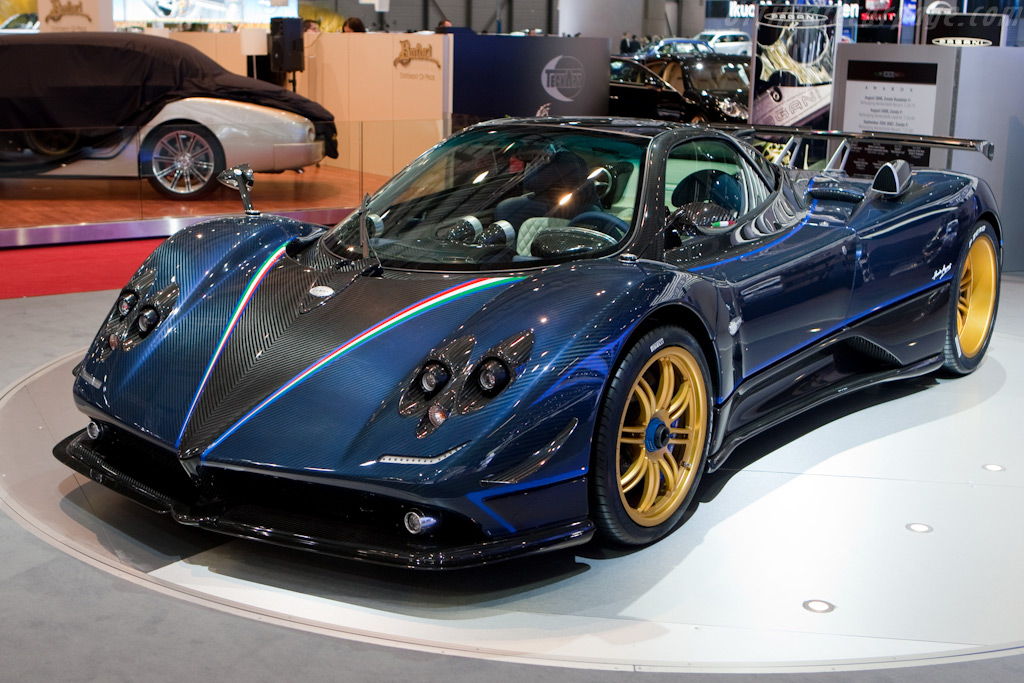
Zonda Tricolore de 2010

Horacio Pagani, nacido en Casilda, provincia de Santa Fe, Argentina, el 10 de noviembre de 1955, fue siempre un amante del diseño. Un día participó en un concurso del diseño del interior de una autocaravana. Obtuvo el primer premio, el cual fue otorgado por el reconocido mecánico Oreste Berta, quien luego lo presentó con Juan Manuel Fangio.
Después de que el campeón de Fórmula 1 le escribiera una carta de presentación a Horacio, este viajó a Italia en busca de un puesto en alguna fábrica. Luego de un intento fallido en Ferrari, es contratado en Lamborghini, donde se especializa en un material que años más tarde lo llevaría a la gloria: la fibra de carbono. Tras bastante tiempo, consiguió ascender a un puesto lo suficientemente importante para hablar cara a cara con Ferruccio Lamborghini, el fundador de la empresa italiana. Horacio le comentó que deberían tener su propia división para la creación de compuestos como la fibra de carbono. El fundador de Lamborghini no estuvo de acuerdo con ello, por lo que Pagani decide crear su propia fábrica pidiéndole un préstamo al banco. Aquí es cuando funda Pagani Composite Research (investigación de materiales compuestos) en 1988. Esta nueva empresa colaboró con Lamborghini en numerosos proyectos, incluyendo el rediseño del Lamborghini Countach, la versión 25th. Anniversary, el concepto de diseño P140 y el Lamborghini Diablo.
A fines de los años 1980, Pagani se inició en el diseño de un coche propio, entonces denominado «Proyecto C8». Tuvo previsto cambiar el nombre de la C8 a «Fangio F1» para honrar al cinco veces campeón de Fórmula 1 Juan Manuel Fangio.
En 1991, Pagani Modena Design se funda para satisfacer la creciente demanda de sus servicios de diseño, ingeniería específica y de producción de prototipos.
En 1992, comenzó la construcción de un prototipo del Fangio F1 y en 1993, el vehículo fue probado en el túnel de viento de Dallara con resultados positivos.
En 1994, Mercedes-Benz se puso de acuerdo para el suministro de motores V12 a Pagani.
El primer coche de producción fue nombrado Zonda C 12. El nombre Fangio F1 fue descartado por respeto a la memoria del piloto, quien falleció en 1995. Se presentó por primera vez en el Salón del Automóvil de Ginebra de 1999.
En 2005, Pagani anunció que tenía previsto triplicar su producción en los siguientes tres años y entrar en el mercado de los Estados Unidos en 2007.
El 25 de septiembre de 2007, Horacio registra un nuevo récord de velocidad para coches de producción con el Pagani Zonda F Clubsport, completando la vuelta a la pista de Nürburgring Nordschleife en Alemania, en un tiempo de 7:27:82.
Numerosos pilotos y periodistas especializados consideran al Zonda entre los globalmente más completos y mejores «superdeportivos» del mundo. Así, numerosas pruebas como la de Horst von Saurma (Sport Auto), Tim Schrick (D-Motor), Jason Plato, Tiff Needell (Fifth Gear), Jeremy Clarkson (Top Gear), entre otros, lo han señalado como uno de los coches más veloces y de mejor maniobrabilidad del mundo. El Zonda F Clubsport, por ejemplo, de motor trasero-central, está catalogado en la categoría que comparte con el Koenigsegg CCX, Ferrari FXX, Ferrari Enzo, Maserati MC12, entre otros superdeportivos del mundo. Se considera además que la subjetiva experiencia sensorial global del coche, se encuentra entre las más especiales del mercado.
En 2011 tenía una plantilla total de 55 empleados y en 2023 se incrementó a 162.

## Modelos producidos
- 2022: Utopia[8]
- 2022: Huayra Codalunga[9]
- 2019: Huayra Imola
- 2019: Huayra BC Roadster
- 2017: Huayra Lampo
- 2017: Zonda HP Barchetta
- 2017: Huayra Roadster
- 2016: Huayra BC
- 2013: Zonda Revolución
- 2011: Zonda Uno
- 2011: Huayra
- 2010: Zonda Tricolore
- 2009: Zonda R
- 2009: Zonda Cinque (cupé y roadster)
- 2006: Zonda Roadster F
- 2005: Zonda F
- 2003: Zonda Roadster
- 2002: Zonda C12 S 7.3
- 2001: Zonda C12 S
- 1999: Zonda C12